# مافيا صقلية
المافيا (المعروفة أيضا باسم كوزا نوسترا) هي منظمة إجرامية ظهرت في منتصف القرن التاسع عشر في جزيرة صقلية بإيطاليا. وهي تحالف حر بين عصابات إجرامية تجمعها بنية تنظيمية مشتركة وقواعد سلوكية موحدة.

## التأصيل
كلمة مافيا ترجع إلى كلمة mafiusu باللهجة الصقلية والتي بدورها تعود إلى كلمة شعبية عربية مهياص التي معناها عدواني وعنيف ومتشدق. واحتمال ثانٍ يقول أن الكلمة مشتقة من الكلمة العربية “مرفوض”.
لكن حسب الرواية الشعبية، التفسير الأكثر شيوعا يرجح تاريخ كلمة مافيا إلى القرن الثالث عشر مع الغزو الفرنسي لأراضي صقلية عام 1282م، حيث تكونت في هذه الجزيرة منظمة سرية لمكافحة الغزاة الفرنسيين كان شعارها:MORTE ALLA FRANCIA ITALIA ANELA ويعني (موت الفرنسيين هو صرخة إيطاليا) فجاءت كلمة (مافيا MAFIA) من أول حرف من كلمات الشعار. وهناك وجهة نظر أخرى حيث يذكر بعض زعماء المافيا وعلى رأسهم جوبونانو أن بداية المافيا كانت تتويجاً للتمرد والعصيان الذي ظهر بصقلية عقب قيام أحد الغزاة الفرنسيين بخطف فتاة في ليلة زفافها، يوم إثنين من عام 1282م، مما أشعل نار الانتقام في صدور الإيطاليين والتي امتدت لهيبها من مدينة إلى أخرى، فقاموا بقتل عدد كبير من الفرنسيين في ذلك الوقت انتقاماً لشرفهم المذبوح في هذا اليوم المقدس لديهم، وكان شعارهم في ذلك الوقت هو الصرخة الهستيرية التي صارت ترددها أم الفتاة وهي تجري وتبكي في الشوارع كالمجنونة.

## صقلية
ومن أشهر فرق المافيا فرقة جزيرة صقلية بإيطاليا.
نشأت المافيا في وقت ما خلال منتصف القرن التاسع عشر في جزيرة صقلية. وأصبحت بحلول الربع الأخير من القرن التاسع عشر القوة الاقتصادية والسياسية والاجتماعية المسيطرة في غربي صقلية، وكانت في بادئ الأمر في أعمال الحماية والابتزاز في منطقة بالرمو وما حولها من مزارع الليمون والبرتقال، وضمت بين طياتها بعض من أفراد الارستقراطية الحاكمة، حيث انقسم المجتمع في بداية الدولة الإيطالية الناشئة إلى الساسة وأصحاب الأراضي ودخلت المافيا بين هذين الفريقين كما كانت المحرك للعديد من أفراد الحكومة ورجال الأعمال، ويتبع أفرادها شفرة خاصة تمنع إفادة الشرطة بالجريمة.خلال الفترة الفاشية، هرب الكثير من أعضاء المافيا إلى الولايات المتحدة خشية الاضطهاد والسجن، من بينهم جوزيف بونانو الشهير ب (جو باناناز) والذي جاء ليسطر على فرع المافيا بالولايات المتحدة الأمريكية.

## الهيكل التنظيمي للمافيا
تنطلق فكرة المافيا من العائلة التي هي نواة المافيا التي يرتبط أعضاؤها فعلياً في ما بينهم بالانتماء إلى أسرة واحدة بالقرابة أو الزواج أو على الصداقة الوثيقة. اعتمدت في عملها على إرسال خطابات إلى الأثرياء لمطالبتهم بدفع مبالغ مالية لتأمين حماية شخصية لهم من المجرمين الذين غالبا ما يكونون هم أنفسهم، وكان مصير الأشخاص الذين لا يستجيبون لمطالب المافيا التفجير أو الخطف والقتل. ومع ذلك اشتهرت المافيا في إيطاليا باحترام الإيطاليات، وعدم النظر إليهن بسوء.
بدأت الهياكل التنظيمية لجماعات المافيا، في صورة مجموعات، تعرف باسم (Cosche)، تكونت كل مجموعة من عشرين شخصاً لهم قانونهم ونظامهم الداخلي. يتخذ تنظيم تلك المجموعات تسلسلاً هرمياً، يتمثل بـ رئيس {كابو} أو الرأس، وهو الحاكم الفعلي الوحيد في العائلة وأقوى أفرادها ويمثل رأس السلطة الهرمية، وهو منفصل عن العمليات الفعلية بعدة طبقات من السلطة، يتلقى جزءاً من أرباح كل عملية يقوم بها أفراد الأسرة.
يختار الكابو بنفسه مستشارين اثنين مهمتهما إسداء النصائح القانونية من دون أن تكون لهما أي صفة تقريرية، التوسط في نزاعات الأسرة، الاهتمام بالجانب الاقتصادي {للأعمال}، ويكونان عادة من رجال العصابات غير المشهورين الذين يمكن الوثوق بهم. من ثم هنالك مساعد الرئيس، وعادة يعينه الرئيس بنفسه، وهو (الرجل الثاني) في العائلة، ويعدّ الكابتن المسؤول عن بقية {كباتن} العائلة تحت رئاسة الرئيس، ويتقدم للرئاسة في حالة سجن الرئيس.
يأتي بعد ذلك ملازمان (كابتنان) أو أكثر حسب كبر حجم العائلة وهما غالباً من أبناء الرئيس، يرشحهما الرجل الثاني ولكن في الأصل يختارهما الرئيس نفسه. عادة، الكابتن قائد مسؤول عن مجموعة، تتضمن العائلة في المتوسط من 4 إلى 6 مجموعات، تتكون كل واحدة من جنود يصل عددهم إلى 10. يدير الكابتن شؤون عائلاته الصغيرة، ولكن يجب أن يتبع الأوامر التي يضعها الرئيس، وأن يدفع له حصة من مكاسبه.
يلي الكباتن أعضاء عاملون من ضباط وجنود {مافيوزو} لا تكون لديهم أي علاقة مباشرة بالرئيس الأعلى، والجندي من أعضاء الأسرة {المصنوعين}، أي الذين لا ينتمون مباشرة إلى العائلة إنما يمكن أن يكونوا من أصل إيطالي أو صقلي. يبدأ الجنود بصفة منتسبين أو مساعدين أثبتوا أنفسهم، وغالباً ما يرشحهم الكابتن ليتم قبولهم لاحقاً في مجموعة الكابتن الذي رشحهم.
وهنالك مجموعة من المساعدين من الخارج، ليسوا أعضاءً في العائلة، إنما يقومون بمهام محددة، وبدور الوسيط أحياناً، أو يبيعون المخدرات لدرء الخطر عن الأعضاء الفعليين. لا يمكن أن يصل الأعضاء غير الإيطاليين إلى أكثر من ذلك بالنسبة إلى العائلة ويعمل كل منهم في مكانه من دون أي أمل في الترقية. يبقى الجندي جندياً، ولا يطمح الملازم في منصب الكابو إلا إذا كان إبناً له فالزعامة وراثية، والمراكز هي لمدى الحياة.
تراعى قواعد تسلسل القيادة بشكل حازم، وتدار الأموال بهذا التسلسل وبنسب معينة، ولا يسمح للعضو بأن يتعامل إلا مع القيادات التي تعلوه مباشرة من دون أن يعرف شيئاً بعد ذلك، كذلك يجهل بقية الضباط، وهذه القيادات تتعامل بدورها مع القيادات الأعلى وهكذا. بهذه الطريقة يستحيل على سلطات التحقيق أن تتبع خيطًا واحدًا لتصل إلى كشف القيادات العليا.

## مبادئ المافيا
يتبع أفراد المافيا قواعد وقوانين خاصة تشبه إلى حد بعيد التنظيم العسكري دقة وصرامة، وتسعى في أهدافها البعيدة إلى خدمة القضية (العائلية) الواحدة. على رأس تلك القواعد تأتي (Omertà) أو قاعدة «الصمت» التي تمنع إفادة الشرطة بالجريمة أو مرتكبها. فقد جرت العادة بين سكان المدن الإيطالية ألا يشي أحد بما يعلم إلى السلطات، ولا يتحدث عمّا رأى بأم عينيه ولا ما سمع بأذنيه، لأن الثمن هو حياة الواشي أو حياة أقربائه. وتحرم تلك القاعدة - القانون على المنتمي إلى المافيا البوح بأسرار العائلة، مهما كانت الأسباب والظروف، وإلا تعرض للعقوبة الوحيدة للقتل، وبعد الصمت تأتي قضية «الشرف» التي حافظ عليها رجال المافيا الصقليون لعقود، حيث على رجل المافيا الحقيقي أن يحترم نساء بلاده، وألا ينظر إليهن بسوء.، وحين بدأت المافيا الصقلية العمل في مجال الدعارة وشبكات الرقيق الأبيض، ظلت قوانينها تمنع جلب الفتيات الإيطاليات مع استبعاد القاصرات، والزنجيات بسبب قناعة لدى المافيا بأنهن يلتقطن الأمراض الفتاكة بسرعة.

## المافيا في القرن التاسع عشر
بحلول القرن التاسع عشر اتسعت المافيا وتحولت إلى مجتمع قائم على الجريمة لا يحترم أي شكل من أشكال السلطة. رافق صعود المافيا في إيطاليا وقبل أن تنتشر في العالم تغيرات عديدة تزامنت مع انتقال أنشطتها من الريف إلى المدن، وهو ما تسبب بنشوب معارك بين المافيا الريفية، التي سعت إلى إبقاء الفلاحين في جهلهم وشقائهم لتواصل استغلالهم، والمافيا الجديدة، التي وجدت آفاقاً أرحب في تطوير حركتها الاقتصادية لتجني الأرباح من أسواق باليرمو الداخلية وعبر تهريب المخدرات إلى خارجها، وهو ما كان يتنافى مع قواعد المافيا الأم التي حرمت في البداية الإتجار بالمخدرات، إلا أن هذا الأخير تحوّل لاحقاً إلى مورد أساسي من موارد عائلات المافيا داخل صقلية وخارجها. تنوعت أنشطة جماعات المافيا منذ ذلك الحين وحتى يومنا هذا، وشملت إدارة مصانع ومطاعم ومتاجر وشركات تأمين ومصارف وفنادق وملاه كواجهة لأنشطة مربحة غير مشروعة في مجالات القمار وتهريب الخمور والمخدرات والدعارة والإقراض بفوائد (ربا) والابتزاز والاحتيال وسرقة السيارات، فضلاً عن الخطف والقتل.

## المافيا في إيطاليا
يطلق على المافيا الإيطالية (الصقلية) عبارة "La Cosa Nostra " باللغة الإيطالية بمعنى «الشيء أو الأمر الخاص بنا» تطورت جمعية سرية أخرى تدعى كامورا في سجون نابولي بإيطاليا. وانتشر نفوذها في بداية القرن التاسع عشر في المدينة والمناطق الريفية المجاورة. واكتسبت منظمة إجرامية أخرى هي أونوراتا سوسيتا (الجمعية المحترمة) نفوذًا في إقليم كالابريا الإيطالي حوالي عام 1900 م. وتعتقد الشرطة أن هذه المنظمات لا تزال موجودة. وهناك أمثلة كثيرة على تلك الأسر والجماعات.
وفي إيطاليا، حارب بينيتو موسوليني المافيا بدون رحمة، بسجن الكثير من الرجال لمجرد الشك في انتمائهم للمافيا، ولم تقوى شوكة المافيا في إيطاليا مرة أخرى حتى استسلامها في الحرب العالمية الثانية. إلا أنه في الثمانينيات والتسعينيات، أدت سلسلة من حروب العصابات فيما بينهم إلى اغتيال الكثير من أعضاء المافيا البارزين، ركز جيل جديد من رجال المافيا على الأنشطة الإجرامية «للياقات البيضاء» بعكس الأنشطة الإجرامية التقليدية ونتيجة لهذا التغير، قامت الصحافة الإيطالية باستحداث عبارة " La Cosa Nuova" أو «الشيء الجديد»، بدلا من العبارة القديمة التي كان يطلقها المافيا الإيطالية على نفسها وهي " La Cosa Nostra " في إشارة إلى التجديدات الجديدة التي طرأت على المنظمة.

## المافيا في الولايات المتحدة
وقد أبلغت الجهات القانونية الرسمية ـ لأول مرة ـ عام 1891 م عن وجود مافيا في أمريكا. ففي ذلك العام قتلت جماهير نيو أورليانز 11 شخصًا دون محاكمة، وذلك لاتهامهم بارتكاب جرائم قتل. ومنذ صدور قانون الحظر في العشرينيات من القرن العشرين أصبح الأمريكيون الذين ينحدرون من أصل إيطالي يسيطرون على كل الجرائم المنظمة في الولايات المتحدة.
نمت المافيا بالولايات المتحدة الأمريكية في بدايات القرن العشرين بهجرة الصقليين، حتى قام مكتب التحقيقات الفيدرالي في السبعينات والثمانينات بتقليص نفوذ المافيا إلى حد ما.
اليوم تظل المافيا الإيطالية-الأمريكية هي أقوى منظمات إجرامية بالولايات المتحدة الأمريكية وتستخدم هذه المكانة للسيطرة على غالبية أنشطة شيكاغو ونيويورك الإجرامية، كما أنها لا زالت تحتفظ بعلاقات بالمافيا الصقلية التي نشأت منها. حيث أن قوة المافيا في صقلية أكثر تكاملاً واستقراراً، حيث أن الفساد مستشري والحكومة المحلية هي تقريباً فرع من فروع المنظمة ذاتها، حيث لهم تأثير حتى على القضاء.
بدأت المافيا نشاطاتها في أمريكا بالسيطرة على مدينة نيويورك، وتوسعت المافيا إلى أن أصبحت 26 أسرة عبر الولايات المتحدة الأمريكية، بالمركز في نيويورك، وبعد العديد من حروب العصابات، انتهى الأمر إلى سيطرة 5 عائلات على الأنشطة الإجرامية في نيو يورك: عائلات بونانو، كولومبو، جامبينو، جينوفيز، لوتشيز.

## دور المافيا في اجتياح إيطاليا وصقلية خلال الحرب العالمية الثانية

### لاكي لوتشيانو
لقد استخدمت أمريكا الاتصالات الإيطالية بالمافيا الأمريكية خلال اجتياح إيطاليا وصقلية في الحرب العالمية الثانية عام 1943، فقد قام لاكي لوتشيانو وأعضاء آخرين في المافيا الذين اعتقلوا خلال هذا الوقت بأمريكا بمد المعلومات للاستخبارات الأمريكية، الذين استخدموا نفوذ لوتشيانو لتسهيل الطريق أمام القوات الأمريكية المتقدمة. وطبقاً لدكتور ألفرد. و. ماكوي، خبير تجارة المخدرات، فقد سمح للوتشيانو بإدارة شبكته من زنزانته جزاء مساعداته، وبعد الحرب تمت مكافأته بترحيله إلى إيطاليا، حيث استكمل نشاطاته هناك. فقد ذهب إلى صقلية عام 1946 لاستئناف نشاطه، وطبقاً لكتاب ماكوي الهام الذي صدر عام 1972 بعنوان " The politics of Heroin in South-East Asia" أو «سياسات الهروين في جنوب-شرق أسيا» ذهب لوتشيانو لإبرام اتحاد مع المافيا الكورسيكية ـ كورسيكا، مما أدى إلى تطور في شبكة التهريب العالمية للهروين، والذي كان يورد أساساً من تركيا ومقره في مرسيليا - وهو ما يطلق عليه " The French connection" أو «الحلقة الفرنسية» ومؤخراً، عندما بدأت تركيا في وقف إنتاجها للأفيون، استخدم اتصالاته مع المافيا الكورسيكية، لفتح حوار مع رجال المافيا الكورسيكية بالمهجر في جنوب فيتنام، فقد استغلوا الأوضاع الفوضوية في الحرب الفيتنامية لتأمين مورد لا ينضب وقاعدة توزيع في «المثلث الذهبي» والذي بعد فترة قصيرة بدأ في ضخ كميات كبيرة من الهيرويين الأسيوي إلى الولايات المتحدة الأمريكية وأستراليا وبلدان أخرى عبر العسكرية الأمريكية.

## نشاط المافيا اليوم
تقترب أرباحها اليوم من ميزانيات الكثير من دول العالم. غير أن الجرائم المنظمة تغيرت طبيعتها في الفترة الأخيرة واتخذت شكلاً في غاية الدقة والتعقيد بسبب تعقيد النشاط الاقتصادي في العالم بشكل عام. وقد أصبحت المافيا وعالم الجريمة المنظمة محوراً للعديد من الأعمال السينمائية والأدبية وحيكت حولها الكثير من الحكايات والأساطير. وبرغم كل المحاولات المبذولة للقضاء عليها في الكثير من الدول، لا يزال تأثيرها القوي على الساحة السياسية والاقتصادية العالمية والإيطالية خاصة بشكل يقلق الساسة والشعوب على حدّ سواء. واليوم تستخدم كلمة المافيا مجازاً للدلالة على أقصى درجات الإجرام تنظيماً ووحشية مثل المافيا الروسية والمافيا اليابانية الياكوزا. وينتظم حوالي 6 آلاف إيطالي أمريكي يشاركون في الجريمة المنظمة في شبكة عصابات إقليمية تسمى العائلات وتشارك هذه المنظمات في العديد من النشاطات غير القانونية مثل المقامرة، والدعارة، وبيع المخدرات، والربا. ويقدر المسؤولون عن القانون أن هذه العائلات تكسب حوالي 50 مليار دولار أمريكي سنويًا من هذه النشاطات الإجرامية. ويعتقدون أنها أصبحت تمارس كثيرًا من الأنشطة المشروعة، بجانب أنشطتها غير القانونية (غسيل الأموال).

## المافيا في السينما
العراب رواية ماريو بوزو، قدمت في أفلام من إخراج فرانسيس فورد كوبولا. جسد الفنان العالمي مارلون براندو شخصية دون فيتو كورليوني في الجزء الأول والجزء الثاني والثالث كان بطلها آل باتشينو في شخصية دون مايكل فيتو كورليوني، وتعتبر هذه الثلاثية من أكثر الأفلام الروائية تأثيراً والتي جسدت وقدمت المافيا إلى الثقافة الأمريكية الشعبية والعالمية على حد سواء. عائلة كورليوني التي..قدمت في الفيلم هي مزج لقصص عدة عائلات حقيقية من المافيا الأمريكية.

## وصلات خارجية
- Direzione Investigativa Antimafia (بالإيطالية)
- The تاريخ المافيا الصقلية - من أصولها حتى يومنا هذا (بالإنجليزية)